# Pozycja Obywatelska
Pozycja Obywatelska (ukr. Громадянська Позиція) – ukraińska partia polityczna o profilu konserwatywnym i proeuropejskim.

## Historia
Ugrupowanie powstało w 2005 pod nazwą „Mohutnia Ukrajina”, funkcję przewodniczącego objął były deputowany Ołeksandr Czubatenko. Partia nie wykazywała jakiejkolwiek aktywności w kampaniach parlamentarnych w 2006 i w 2007. W 2010 jej nowym liderem został były minister obrony Anatolij Hrycenko, który doprowadził także do zmiany nazwy formacji. W 2012 Pozycja Obywatelska dołączyła do jednoczącej środowiska opozycyjne koalicji skupionej wokół Batkiwszczyny, a jej przewodniczący uzyskał parlamentarną reelekcję.
Partia nie brała udziału w różnych inicjatywach zjednoczeniowych podejmowanych przez opozycję wobec Partii Regionów, ostatecznie w styczniu 2014 jej lider wystąpił z frakcji Batkiwszczyny. Aktywna działalność Anatolija Hrycenki w trakcie wydarzeń Euromajdanu zwiększyła popularność Pozycji Obywatelskiej, a jemu samemu przyniosła wysokie czwarte miejsce (z wynikiem blisko 5,5% głosów) w majowych wyborach prezydenckich. Partia wystawiła własną listę w wyborach parlamentarnych z października 2014, na której pojawili się także działacze Sojuszu Demokratycznego Wasyla Haćki. W głosowaniu ugrupowanie otrzymało poparcie na poziomie około 4,7%, nie przekraczając wyborczego progu, nie wprowadzając także żadnych przedstawicieli z okręgów jednomandatowych. W kolejnych wyborach w 2019 Pozycja Obywatelska otrzymała niespełna 1,0% głosów i ponownie nie uzyskała parlamentarnej reprezentacji.